# دمارای گری
دمارای رمل گری (انگلیسی: Demarai Remelle Gray؛ زادهٔ ۲۸ ژوئن ۱۹۹۶) بازیکن فوتبال است که در پست وینگر برای باشگاه الاتفاق در لیگ فوتبال عربستان و تیم ملی فوتبال جامائیکا بازی می‌کند.

## افتخارات

### لسترسیتی
- لیگ برتر فوتبال انگلستان : ۱۶–۲۰۱۵[۲]

### افتخارات فردی
- بهترین گل ماه لیگ برتر فوتبال انگلستان : نوامبر/دسامبر ۲۰۲۲[۳]
- جوان ترین بازیکن فصل بیرمنگام سیتی : ۲۰۱۴–۲۰۱۵  [۴]
- جام طلایی کونکاکاف : ۲۰۲۳[۵]